# 前田直子
前田 直子（まえだ なおこ）は日本の法学者。
専門は国際人権法、難民問題。国際連合拷問禁止委員会委員。

## 略歴
1996年3月 - 京都大学法学部卒業。
1998年3月 -  京都大学大学院人間・環境学研究科修士課程修了。
2001年 - レスター大学法学研究科修士課程終了。
2007年3月 - 京都大学大学院人間・環境学研究科博士課程単位取得満期退学。
2000年 - 外務省専門調査員（在ジュネーブ日本政府代表部）（〜2002年）
2004年 - 外務省事務官（〜2007年）
2008年 - 神戸大学大学院国際協力研究科助教（〜2011年）
2011年4月- 京都女子大学法学部専任講師（〜2015年3月）
2015年4月 - 京都女子大学法学部准教授（〜2020年3月）。
2020年4月 - 京都女子大学法学部教授。
2022年1月 - 国際連合拷問禁止委員会委員。

## 人物・主張
拷問等禁止条約の16条の「その他の残虐な、非人道的な又は品位を傷つける」取扱いや刑罰を禁止することに注目し、この条文が「生きた文章」として時代とともに発展していくことを強調している。ジェンダーの推進を挙げ、具体的には、性暴力や人工妊娠中絶 、DVなどを例に取り上げている。また、ジェンダーを推進する上で拷問禁止委員会に女性を増やすべきだと考えている

## 著作

### 論文
- （（「難民認定事由としての宗教の自由に対する迫害：イラン人キリスト教改宗者に関する事例」））（京都女子大学、2020年3月）
- （（「外国人の在留管理における児童の権利条約の適用可能性：日本政府の解釈宣言に関する「解釈」をめぐって」））『国際法外交雑誌 第113巻』（国際法学会、2015年1月）
- （（「ヨーロッパ人権条約における国内法の条件適合性確保義務 ーイギリスの国内的実施に関する検討ー」））『人間・環境 第7巻』（ 京都大学大学院人間・環境学研究科、1998年）